# Strelasundforbindelsen
Strelasundforbindelsen er navnet på de to broer, der forbinder den tyske ø Rügen med det vestpommerske fastland over Strelasund i det nordøstlige Tyskland, Rügen Bro (tysk: Rügenbrücke) og Rügen Dæmning (Rügendamm), såvel som de regelmæssige færgeafgange mellem Stralsund og Altefähr og mellem Stahlbrode og Glewitz.
Rügen Dæmning var den første faste forbindelse over Strelasund var en kombineret vej- og jernbanebro på Bundesstraße 96 og Stralsund–Sassnitz jernbanen samt en kombineret vandre- og cykelsti. Den stod færdig 1936/37. Rügen Bro er en tresporet bro, der stod færdig 2007, udelukkende for motortrafik mellem landsbyen Altefähr på Rügen og den gamle by i Stralsund, som led i arbejdet på at omdanne Bundesstraße 96 og Europavej E22 til en ringvej.